# ساري حنفي
ساري حنفي أكاديمي فلسطيني وهو أستاذ مشارك في علم الاجتماع في الجامعة الأميركية في بيروت،
تخرج بدرجة بكالوريوس هندسة مدنية من جامعة دمشق، ودرس بعد ذلك علم الاجتماع من نفس الجامعة وحصل على البكالوريوس عام 1987، ثم الماجستير من جامعة ستراسبورغ والدكتوراه من مدرسة الدراسات العليا في العلوم الاجتماعية في باريس عام 1994.
ساري رئيس تحرير المجلة العربية لعلم الاجتماع «إضافات»، وكان مدير للمركز الفلسطيني للاجئين والشتات، وهو متخصص في سوسيولوجيا الهجرة واللاجئين والسوسيولوجيا السياسية والعدالة الانتقالية. لديه عدد كبير من المقالات وما يزيد عن ما يزيد عن عشرين من الكتب مؤلفة أو محررة، من أهمها: 
- عبور الحدود وتبدل الحواجز، سوسيولوجيا العودة الفلسطينية (بالعربية والإنجليزية)
- بروز النخبة الفلسطينية المعولمة، لندن 2000 [5]
- المانحون والمنظمات الدولية، والمنظمات غير الحكومية المحلية، سوريا المهندسون، بالإضافة إلى دراسة مقارنة مع مصر، وكتاب بين عالمين (في عام 2007)
- رجال الأعمال الفلسطينيون في الشتات وبناء الكيان الفلسطيني.
- مستقبل العلوم الاجتماعية في الوطن العربي، تحرير وتقديم: ساري حنفي، نورية بن غبريط رمعون ومجاهدي مصطفى، مركز دراسات الوحدة العربية والمركز الوطني للبحث في الأنثروبولوجيا الاجتماعية والثقافية والجمعية العربية لعلم الاجتماع، 2015، 493 صفحة
- علوم الشرع والعلوم الاجتماعية: نحو تجاوز القطيعة- أليس الصبح بقريب. مركز نهوض للدراسات والبحوث (2021)
- اللاجئون الفلسطينيون: الهوية والفضاء والمكان في المشرق، بالتعاون مع آر كنودسن،  روتليدج، 2011
- حالة الاستثناء والمقاومة في العالم العربي، حنفي س. (محرر)، بيروت: مركز دراسات الوحدة العربية. 310 ص. 2010
- سلطة الإقصاء الشامل: تشريح الحكم الإسرائيلي في الأراضي الفلسطينية المحتلة. مركز دراسات الوحدة العربية، 2008
- إسرائيل واللاجئون الفلسطينيون، إيال بنفينستي، حاييم غانس، ساري حنفي (محرر)، برلين: معهد سبرينغر وماكس بلانك. 510 ص. 2007
- الجهات المانحة والمنظمات الدولية والمنظمات غير الحكومية المحلية، (مع ليندا طبر)، 2005
- السلطة والجمعيات في العالم العربي، بالتعاون مع سارة بن نفيسة، CNRS، 2002
- المنظمات غير الحكومية والحوكمة في العالم العربي بالتعاون مع سارة بن نفيسة وكارلوس ميلاني، 2004
- هنا وهناك: نحو تحليل للعلاقة بن الشطات الفلسطينية والمركز، معهد دراسات القدس 2001
- دليل أعمال الفلسطينيين في المهجر، 1998
- سوريا المهندسين. منظور مقارن مع مصر، 1997[7]